# Pokémon 2 : Le pouvoir est en toi
Pokémon 2 : Le pouvoir est en toi ou Pokémon, le film 2000 au Québec (劇場版ポケットモンスター 幻のポケモン ルギア爆誕, Gekijōban Poketto Monsutā Maboroshi no pokemon Rugia bakutan, Litt. Pokémon le film : Le pokémon fantôme : la révélation de Lugia) est un film d'animation japonais de Kunihiko Yuyama, sorti en 1999. Il est remanié par 4kids dans sa version occidentale. C'est le deuxième long-métrage de la saga Pokémon, après Pokémon, le film : Mewtwo contre-attaque (1998). Le troisième long métrage Pokémon 3 : Le Sort des Zarbi sortira six mois plus tard, en juin 2001.

## Synopsis
Sacha, Ondine et Jacky arrivent sur l'île de Shamouti. Les habitants leur parlent d'une légende où trois oiseaux mythiques, Artikodin, Électhor et Sulfura, règnent sur leur île respective. Au même moment, Gelardan, un collectionneur Pokémon, capture les oiseaux pour sa collection personnelle et modifie donc le climat naturel de la Terre pour faire apparaître le Gardien des Abysses, Lugia.

## Fiche technique
- Titre : Pokémon 2 : Le pouvoir est en toi
- Titre québécois : Pokémon, le film 2000
- Titre original : Pokémon: The Movie 2000
- Réalisation : Kunihiko Yuyama
- Directeur artistique : Katsuyoshi Kanemura
- Montage : Toshio Henmi et Yutaka Ita
- Producteur : Choji Yoshikawa - Yukako Matsusako - Takemoto Mori
- Sociétés de production : OLM, Inc. (Kids WB ! et Nintendo pour la version remanié en occident)
- Société de distribution : Toho.
- Pays d’origine :  Japon
- Langue :  Japonais, Anglais
- Format : Couleurs - Son Dolby stéréo - 35 mm - 1,85:1
- Genre : Film d'animation
- Dates de sortie : 
  - Japon : 17 juillet 1999
  - États-Unis et Canada : 21 juillet 2000
  - France : 20 décembre 2000[2]

## Distribution

### Voix originales
- Rika Matsumoto : Satoshi
- Mayumi Iizuka : Kasumi
- Tomokazu Seki : Kenji
- Yuji Ueda : Barrierd,Takeshi
- Ikue Otani : Pikachu
- Satomi Korogi : Togepy
- Rikako Aikawa : Zenigame, Laplace,Fire
- Masami Toyoshima : Hanako
- Unsho Ishizuka : Yukinari Okido
- Shinichiro Miki : Kojiro, Lizardon,Hitodeman
- Megumi Hayashibara : Musashi
- Inuko Inuyama : Nyarth
- Koichi Sakaguchi : Arbok
- Akiko Hiramatsu : Melody
- Aya Hisakawa : Carol
- Emi Shinohara : Ordinateur
- Keiko Han : Professeur Ivy
- Kotono Mitsuishi : Maren
- Masatoshi Hamada : Yadoking
- Yumi Toma : Freezer
- Katsuyuki Konishi : Thunder
- Koichi Yamadera : Lugia
- Takeshi Kaga : Lawrence the Third

### Voix françaises
- Aurélien Ringelheim : Sacha Ketchum
- Fanny Roy : Ondine
- Bruno Mullenaerts : Jacky
- Catherine Conet : Jessie, Délia Ketchum
- David Manet : James
- Nessym Guetat : Miaouss, un journaliste
- Franck Dacquin : Gelardan
- Olivier Cuvellier : Lugia, Roigada
- Delphine Moriau : Maren
- Alexandra Correa : Carole
- Guylaine Gilbert : Melody
- Véronique Fyon : Professeur Flora
- Lydia Cherton : Ordinateur de bord
- Daniel Nicodème : Narrateur

### Voix québécoises
- Sébastien Reding : Ash Ketchum
- Kim Jalabert : Misty
- Joël Legendre : Tracey
- Christine Séguin : Jesse
- Antoine Durand : James
- François Sasseville : Meowth
- Élisabeth Lenormand : Melody
- Pierre Claveau : Lawrence III « Le Collectionneur »
- Ronald France : Lugia
- Camille Cyr-Desmarais : Maren
- Nathalie Coupal : Delia Ketchum
- Hélène Mondoux : Ordinateur de bord
- Marie-Andrée Corneille : Professeure Ivy
- Yves Corbeil : Narrateur

### Voix américaines
- Veronica Taylor : Ash Ketchum, Delia Ketchum
- Rachael Lillis : Misty, Jessie,Venonat,Goldeen
- Ted Lewis : Tracey
- Kayzie Rogers : Professor Ivy,Mr.Mime,Marill
- Tara Jayne : Maren,Bulbasaur
- Eric Stuart : James, Squirtle,Weezing,Scyther,Brock
- Roxanne Beck : Carole
- Megan Hollingshead : Ordinateur
- Maddie Blaustein : Meowth
- Neil Stuart : Lawrence the Third
- Nathan Price : Slowking
- Eric Rath : Lugia
- Amy Birnbaum : Melody
- Stan Hart : Professor Oak
- Ken Gates : Narrateur

## Réception

### Box-office
En France, le nombre total de spectateurs a été de 740 089.

### Exploitation ultérieure
- Japon : 17 juillet 1999 au cinéma et le 23 juin 2000 en DVD.
- États-Unis : 21 juillet 2000 au cinéma et le 14 novembre 2000 en DVD.
- France : 20 décembre 2000 au cinéma et le 10 août 2001 en DVD.

## Commentaire

### Autour du film
- C'est Donna Summer qui chante la chanson The Power Of One lors du générique de fin occidental.
- Le quatrième mur est brisé à deux reprises durant le film (uniquement dans la version occidentale). La première fois quand James précise que cette aventure se passe au cinéma, Sacha faisant en retour une allusion à leurs échecs répétés dans l'animé, et la deuxième fois quand le Roigada explique à la Team Rocket que les spectateurs ont assisté à leurs actions pendant tout le film.
- Ce film révèle les prénoms de la mère de Sacha, Délia, et du professeur Chen, Samuel.
- Patrick Stewart et Ian McKellen ont tous deux été envisagés pour le rôle du collectionneur dans la version américaine[4].

### Différences entre les versions originale et occidentale
- Dans la version japonaise, la prophétie ne concerne pas un élu précis, mais parle d'un « dresseur exceptionnel ». Donc, dans la version originale, Sacha n'est pas visé directement par la prophétie, mais comme il est le seul dresseur de l’île, alors c'est lui qui doit chercher les trois sphères des oiseaux légendaires.
- Une scène a été coupée dans la version occidentale où Jacky panique dans le vaisseau du collectionneur après avoir appris que le monde risque d'être détruit. Les explications du professeur Chen sur le climat sont également plus longues dans la version originale.